# Тура Меджик (футбольний клуб)
Тура Меджик Футбол Клуб або просто Тура Меджик (англ. Tura Magic Football Club) — професіональний футбольний клуб з Намібії, який представляє місто Віндгук.

## Історія
Футбольний клуб «Тура Меджик» було засновано в 2005 році в одному з районів міста Віндгук під назвою Катутура, щоб дати молодим намібійцям можливість продемонструвати свої таланти і прищепити життєві уміння та здоровий спосіб життя, всебічно розвиваючи гравців. В сезоні 2011/2012 років клуб переміг у Першому дивізіоні Чемпіонату Намібії з футболу. З 2013 року «Тура Меджик» виступають в Прем'єр-лізі Намібії.

## Досягнення
- Перший дивізіон Чемпіонату Намібії з футболу: (1)

 Чемпіон 2011/2012

## Персонал
| Посада                               | Ім'я              |
| ------------------------------------ | ----------------- |
| Президент                            | Пітер Накуруа     |
| Головний менеджер                    | Гордон Поколо     |
| Головний тренер Генеральний секретар | Тімоті Тжонгареро |
| Голова бізнес-відділу та підтримки   | Ісак Хамата       |
| Голова бізнес-відділу та операцій    | Жакес Аманінг     |

## Тренери
| Посада                           | Ім'я                            |
| -------------------------------- | ------------------------------- |
| Тренер головної команди          | Тімоті Тжонгареро               |
| Помічник тренера                 | Бертус Брок                     |
| Тренер воротарів                 | Кейфус Канака                   |
| Лікар                            | Пауліна                         |
| Старший тренер команди U-17      | Бертус Брок                     |
| Старший тренер команд U-9 — U-15 | Тімоті Тжонгареро Жакес Аманінг |